# 1,2-Dichlorpropan
1,2-Dichlorpropan ist eine  klare, farblose bis gelbliche, brennbare Flüssigkeit mit süßlichem, Chloroform-artigem Geruch. Es war als Lösungsmittel in vielen Gebrauchschemikalien verbreitet und ist ein Ausgangsmaterial für die organische Synthese. Wenn es in den Körper oder auf die Haut gelangt, kann es Nieren- und Leberschäden verursachen. Da es nur von speziellen Bakterien abgebaut wird, sammelt es sich im Boden an und stellt ein Problem im Grundwasser dar.

## Darstellung und Gewinnung
Als erster berichtete 1869 Carl Schorlemmer über die Herstellung von 1,2-Dichlorpropan, als er eine Mischung der Gase Chlor und Propan in einem Glasbehälter dem Sonnenlicht aussetzte. Auch heute noch ist es ein Hauptprodukt bei der technischen Chlorierung von Propan. Die Synthese erfolgt dabei über die monochlorierten Propane, die ihrerseits sofort weiter zu den dichlorierten umgesetzt werden.

## Eigenschaften

### Stereoisomerie
1,2-Dichlorpropan ist chiral, besitzt also ein Stereozentrum. Es existieren somit zwei Enantiomere: (R)-1,2-Dichlorpropan und (S)-1,2-Dichlorpropan. Wenn von „1,2-Dichlorpropan“ ohne ein Präfix gesprochen wird, ist das Racemat [1:1-Mischung aus (R)-1,2-Dichlorpropan und (S)-1,2-Dichlorpropan] gemeint, also (RS)-1,2-Dichlorpropan.

### Sicherheitstechnische Kenngrößen
1,2-Dichlorpropan bildet leicht entzündliche Dampf-Luft-Gemische. Die Verbindung hat einen Flammpunkt von 15 °C. Der Explosionsbereich liegt zwischen 3,1 Vol.‑% (146 g/m3) als untere Explosionsgrenze (UEG) und 14,5 Vol.‑% (690 g/m3) als obere Explosionsgrenze (OEG). Der untere Explosionspunkt beträgt 7 °C. Die Zündtemperatur beträgt 555 °C. Der Stoff fällt somit in die Temperaturklasse T1.

## Verwendung und Ökologie
DCP fand weite Verbreitung als Lösungsmittel für Öle, Wachse, Harze, Klebstoff, Entfettungsmittel, Pestizide und Firnis, wurde jedoch durch andere Substanzen ersetzt. Es ist nach wie vor ein Ausgangsstoff für die organische Synthese.
Obwohl 1,2-Dichlorpropan wegen geringer Wirksamkeit zur Containerbegasung seit 1987 in Deutschland nicht mehr zugelassen ist, fand man den Stoff aufgrund seiner hohen Stabilität auch 1999 noch in Böden und im Grundwasser im Kreis Pinneberg, teilweise kam auch zu Grenzwertüberschreitungen. Ursächlich wurde dafür die Beimischung von 1,2-Dichlorpropan als Verunreinigung in 1,3-Dichlorpropen angesehen, das als Mittel zur Bodenentseuchung zum Einsatz kam. Die Halbwertszeit von DCP im Grundwasser beträgt zwischen 6 Monaten und 2 Jahren.
Anaerobe Bakterien der Gattung Dehalococcoides sind in der Lage, Propylendichlorid abzubauen.

## Sicherheitshinweise
Der Ausschuss für Risikobewertung (RAC) der Europäischen Chemikalienagentur (ECHA) hat im Juni 2014 entschieden, das 1,2-Dichlorpropan als Carc 1B einzustufen ist. Die wissenschaftliche Begründung muss noch von der EU-Kommission in geltendes Recht umgesetzt werden.